# Лещенко Віктор Миколайович
Лещенко Віктор Миколайович (нар. 13 травня 1959, Чернігівська область) — український політик.  Народний депутат України 5-го скликання з кінця травня 2006 року. Обраний від Блоку «Наша Україна»

## Біографія
Народився 13 травня 1959 р. в Чернігівській області в сім'ї робітників.

### Освіта
Має дві вищі освіти. В 1984 р. закінчив Харківський державний педагогічний інститут ім. Г.Сковороди. В 2006 р. закінчив Харківський регіональний інститут державного управління Національної академії державного управління при Президенті України з кваліфікацією магістра державного управління.
З 2008 р. — аспірантура Національного педагогічного університету ім. М.Драгоманова. В червні 2010 р. захистив кандидатську дисертацію на тему «Політична партія в контекстах взаємодії соціальної та політичної систем сучасного українського суспільства». Автор понад 10 наукових статей, співавтор навчального посібника «Політичні партії як суб'єкт формування політико-управлінської еліти в умовах політичної модернізації».

### Трудова діяльність
В 1976 по 1977 працював на Харківському заводі ім. Малишева.
В 1977—1979 служив в Збройних силах СРСР.
В 1984—1986 викладач в середній школі № 101 міста Харкова.
В 1988—1993 працював старшим викладачем тактики самозахисту і рукопашного бою в Харківському державному університеті внутрішніх справ. Серед особистих досягнень — майстер спорту по боротьбі «дзюдо» і чорний пояс по «карате». Під час служби в органах внутрішніх справ зарекомендував себе як ініціативний і відповідальний робітник, за що був відмічений багатьма подяками і грамотами.
З 1993 сприяє утворенню підприємств нових форм господарської діяльності, які успішно працюють і сьогодні.
В 1997 організував спільне українсько-німецьке підприємство «БЛІЦ».
З лютого 2005 по жовтень 2006 — начальник управління з питань діяльності правоохоронних органів, оборонної і мобілізаційної роботи Харківської обласної державної адміністрації.
В 2006—2007 — Народний депутат України V скликання. Автор 11 законопроєктів.

### Громадська діяльність
22 лютого 2003 р. був вибраний головою Харківської обласної організації Партії промисловців і підприємців України. З 2007 р. по березень 2010 р. — заступник голови Партії промисловців і підприємців України.
З 2005 р. — Президент Федерації спортивного і бойового самбо Харківської області.
З травня 2005 р. — голова Координаційної ради Харківського громадсько-політичного об'єднання «За волю народу!».
З березня 2008 р. — Президент неполітичного громадського об'єднання «Без кольору».
З 2009 р. — голова правління Союзу інвесторів.
20 березня 2010 г. вибраний першим заступником Голови Політичного об'єднання «Рідна Вітчизна».

## Сімейний стан
Одружений, виховує сина і двох дочок.